# Supercopa Uruguaya de 2021
La Supercopa Uruguaya 2021 fue la cuarta edición de este torneo, en el cual se enfrentaron a partido único el Campeón Uruguayo 2020, el Club Nacional de Football, y el subcampeón del Torneo Intermedio 2020, el Montevideo Wanderers Fútbol Club. Nacional se consagró campeón al vencer a Wanderers por 2 a 0.

## Sistema de disputa
Se juega una final a partido único, el equipo que gane el partido, se consagrará como campeón de la Supercopa. 
En caso de empate, se juegan 30 minutos de alargue y si persiste la paridad, se disputa una tanda de penales para definir al campeón.

## Equipos participantes
Se disputa entre los equipos vencedores del Campeonato Uruguayo de Primera División 2020 y el Torneo Intermedio 2020. Sin embargo, Nacional ganó tanto el Torneo Intermedio como el Campeonato Uruguayo, cediéndole el cupo a Wanderers.
| Nacional                                                      | Wanderers                             |
| Campeón del Torneo Intermedio 2020 y Campeonato Uruguayo 2020 | Subcampeón del Torneo Intermedio 2020 |
| ------------------------------------------------------------- | ------------------------------------- |

## Partido
| Supercopa Uruguaya 2021; 2 de mayo de 2021, 18:00 (UTC-3) | Nacional                      | 2:0 (1:0) | Wanderers | Estadio Centenario, Montevideo |                             |
|                                                           | Fernández 13' · Bergessio 79' |           |           | Árbitro(s): Leodán González    | Árbitro(s): Leodán González |

### Ficha del partido
| 1          | Guardameta     | Sergio Rochet       |     |
| 21         | Defensa        | Guzmán Corujo       |     |
| 2          | Defensa        | Mathías Laborda     |     |
| 13         | Defensa        | Christian Almeida   |     |
| 7          | Centrocampista | Brian Ocampo        |     |
| 14         | Centrocampista | Joaquín Trasante    | 90' |
| 10         | Centrocampista | Andrés D'Alessandro | 61' |
| 20         | Centrocampista | Felipe Carballo     | 82' |
| 38         | Centrocampista | Camilo Cándido      |     |
| 18         | Delantero      | Leandro Fernández   | 82' |
| 9          | Delantero      | Gonzalo Bergessio   | 90' |
| Entrenador | Entrenador     | Alejandro Cappuccio |     |

| 12         | Guardameta     | Ignacio De Arruabarrena |     |
| 19         | Defensa        | Hernán Petryk           |     |
| 8          | Defensa        | Guzmán Pereira          | 76' |
| 4          | Defensa        | Darwin Torres           |     |
| 7          | Centrocampista | Leonardo Pais           |     |
| 5          | Centrocampista | César Araújo            | 64' |
| 15         | Centrocampista | Washington Camacho      | 46' |
| 16         | Centrocampista | Bruno Veglio            | 82' |
| 6          | Centrocampista | Mathías Abero           |     |
| 9          | Delantero      | Mauro Méndez            | 64' |
| 32         | Delantero      | Hernán Rivero           |     |
| Entrenador | Entrenador     | Daniel Carreño          |     |

| Anotado         | 14' | Leandro Fernández | 1–0 |
| Anotado · Penal | 79' | Gonzalo Bergessio | 2–0 |

| 32 | Centrocampista | Emiliano Martínez   | 61' |
| 19 | Centrocampista | Alfonso Trezza      | 81' |
| 30 | Centrocampista | Maximiliano Cantera | 81' |
| 15 | Delantero      | Guillermo May       | 90' |
| 6  | Defensa        | Nicolás Marichal    | 90' |

| 25 | Centrocampista | Nicolás Quagliata   | 46' |
| 23 | Centrocampista | Krisztián Vadócz    | 64' |
| 10 | Centrocampista | Rodrigo Rivero      | 64' |
| 2  | Defensa        | Juan Felipe Aguirre | 76' |
| 14 | Delantero      | Diego Riolfo        | 81' |

| Amonestado | 12'   | Joaquín Trasante  |
| Amonestado | 33'   | Gonzalo Bergessio |
| Amonestado | 34'   | Christian Almeida |
| Amonestado | 90+6' | Emiliano Martínez |

| Amonestado | 31'   | César Araújo            |
| Amonestado | 39'   | Ignacio de Arruabarrena |
| Amonestado | 45+1' | Mathías Abero           |
| Amonestado | 74'   | Hernán Rivero           |

| 1          | Guardameta     | Sergio Rochet       |     |
| 21         | Defensa        | Guzmán Corujo       |     |
| 2          | Defensa        | Mathías Laborda     |     |
| 13         | Defensa        | Christian Almeida   |     |
| 7          | Centrocampista | Brian Ocampo        |     |
| 14         | Centrocampista | Joaquín Trasante    | 90' |
| 10         | Centrocampista | Andrés D'Alessandro | 61' |
| 20         | Centrocampista | Felipe Carballo     | 82' |
| 38         | Centrocampista | Camilo Cándido      |     |
| 18         | Delantero      | Leandro Fernández   | 82' |
| 9          | Delantero      | Gonzalo Bergessio   | 90' |
| Entrenador | Entrenador     | Alejandro Cappuccio |     |

| 12         | Guardameta     | Ignacio De Arruabarrena |     |
| 19         | Defensa        | Hernán Petryk           |     |
| 8          | Defensa        | Guzmán Pereira          | 76' |
| 4          | Defensa        | Darwin Torres           |     |
| 7          | Centrocampista | Leonardo Pais           |     |
| 5          | Centrocampista | César Araújo            | 64' |
| 15         | Centrocampista | Washington Camacho      | 46' |
| 16         | Centrocampista | Bruno Veglio            | 82' |
| 6          | Centrocampista | Mathías Abero           |     |
| 9          | Delantero      | Mauro Méndez            | 64' |
| 32         | Delantero      | Hernán Rivero           |     |
| Entrenador | Entrenador     | Daniel Carreño          |     |

| Anotado         | 14' | Leandro Fernández | 1–0 |
| Anotado · Penal | 79' | Gonzalo Bergessio | 2–0 |

| 32 | Centrocampista | Emiliano Martínez   | 61' |
| 19 | Centrocampista | Alfonso Trezza      | 81' |
| 30 | Centrocampista | Maximiliano Cantera | 81' |
| 15 | Delantero      | Guillermo May       | 90' |
| 6  | Defensa        | Nicolás Marichal    | 90' |

| 25 | Centrocampista | Nicolás Quagliata   | 46' |
| 23 | Centrocampista | Krisztián Vadócz    | 64' |
| 10 | Centrocampista | Rodrigo Rivero      | 64' |
| 2  | Defensa        | Juan Felipe Aguirre | 76' |
| 14 | Delantero      | Diego Riolfo        | 81' |

| Amonestado | 12'   | Joaquín Trasante  |
| Amonestado | 33'   | Gonzalo Bergessio |
| Amonestado | 34'   | Christian Almeida |
| Amonestado | 90+6' | Emiliano Martínez |

| Amonestado | 31'   | César Araújo            |
| Amonestado | 39'   | Ignacio de Arruabarrena |
| Amonestado | 45+1' | Mathías Abero           |
| Amonestado | 74'   | Hernán Rivero           |

Campeón
 
Nacional
2.° título